# Lijst van gemeenten in Aydın
Onderstaande lijst bevat alle gemeenten (2000) in de Turkse provincie Aydın.
| District    | Gemeente    |
| ----------- | ----------- |
| Aydın       | Aydın       |
| Aydın       | Çeştepe     |
| Aydın       | Dalama      |
| Aydın       | Ovaeymir    |
| Aydın       | Tepecik     |
| Aydın       | Umurlu      |
| Bozdoğan    | Bozdoğan    |
| Bozdoğan    | Yazıkent    |
| Buharkent   | Buharkent   |
| Çine        | Akçaova     |
| Çine        | Çine        |
| Didim       | Akbük       |
| Didim       | Akyeniköy   |
| Didim       | Didim       |
| Germencik   | Germencik   |
| Germencik   | Hıdırbeyli  |
| Germencik   | Mursallı    |
| Germencik   | Ortaklar    |
| İncirliova  | Acarlar     |
| İncirliova  | İncirliova  |
| Karacasu    | Ataeymir    |
| Karacasu    | Geyre       |
| Karacasu    | Karacasu    |
| Karacasu    | Yenice      |
| Karpuzlu    | Karpuzlu    |
| Koçarlı     | Bıyıklı     |
| Koçarlı     | Koçarlı     |
| Koçarlı     | Yeniköy     |
| Köşk        | Köşk        |
| Kuşadası    | Davutlar    |
| Kuşadası    | Güzelçamlı  |
| Kuşadası    | Kuşadası    |
| Kuyucak     | Başaran     |
| Kuyucak     | Horsunlu    |
| Kuyucak     | Kurtuluş    |
| Kuyucak     | Kuyucak     |
| Kuyucak     | Pamukören   |
| Kuyucak     | Yamalak     |
| Nazilli     | Arslanlı    |
| Nazilli     | İsabeyli    |
| Nazilli     | Nazilli     |
| Nazilli     | Pirlibey    |
| Söke        | Atburgazı   |
| Söke        | Bağarası    |
| Söke        | Güllübahçe  |
| Söke        | Sarıkemer   |
| Söke        | Savuca      |
| Söke        | Sazlı       |
| Söke        | Söke        |
| Söke        | Yenidoğan   |
| Sultanhisar | Atça        |
| Sultanhisar | Salavatlı   |
| Sultanhisar | Sultanhisar |
| Yenipazar   | Yenipazar   |